# Guerre de Bretagne
Batailles
La guerre de Bretagne est un conflit opposant de 1465 à 1491 la dynastie bretonne, François II puis sa fille Anne, aux rois de France Louis XI puis Charles VIII (sous la tutelle de sa sœur, la régente Anne de France).
Ce conflit franco-breton est entremêlé avec les conflits qui opposent la royauté (dynastie de Valois) et la maison de Valois-Bourgogne, notamment Charles le Téméraire et Maximilien d'Autriche, mais aussi la royauté et plusieurs féodaux français, notamment la maison d'Orléans, autre branche cadette de la maison de Valois, en la personne du duc Louis XII, cousin germain de François II.
Il s'achève par la victoire française de Saint-Aubin-du-Cormier en juillet 1488, peu avant la mort de François II, suivie, après le mariage (par procuration) de Maximilien d'Autriche et de la duchesse, par une nouvelle offensive française, suivie du mariage (réel) de Charles VIII et d'Anne de Bretagne en 1491, première étape de la transformation du duché de Bretagne en une province du royaume de France.
Ce conflit fait écho à la guerre de Succession de Bretagne (1341-1364), guerre civile au cours de laquelle s'étaient affrontés, au début de la guerre de Cent Ans, une faction anglophile et une faction francophile.

## Contexte

### Le traité de Guérande (1365) et la succession de Bretagne
Le premier traité de Guérande (1365) régla la guerre de Succession de Bretagne. Celle-ci avait vu s’affronter pendant plus de deux décennies deux familles, les Penthièvre et les Montfort. Les seconds finissent par l’emporter. Les droits des deux familles sont cependant reconnus :
- le duché se transmet de mâle en mâle dans la famille des Montfort ;
- en cas d’absence de descendant mâle chez les Montfort, il doit passer aux mâles de la famille de Penthièvre.

Ce traité n’exclut pas les filles de la succession, et encore moins de la transmission des droits (il précise que le duché « ne reviendra pas aux femmes tant qu’il y aura des héritiers mâles »). Les Montfort n'avaient guère démontré qu'ils accepteraient de respecter ce traité (Jean IV, François II). Enfin, les Penthièvre avaient perdu tout espoir après leur forfaiture de 1420 (ils avaient enlevé et séquestré le duc Jean V).
Or, à la fin du règne de François II, les deux familles n’ont plus d’héritiers mâles : François II n’a que deux filles, Anne et Isabeau, et les derniers Penthièvre sont également des femmes.

### Le problème de la succession de François II

#### Prétendants issus de la maison de Montfort
- - les sœurs Anne et Isabeau de Bretagne, filles du duc régnant, dernières héritières de la famille venant en premier dans l’ordre de succession du duché, mais elles ne sont pas des hommes ;
  - Jean II, vicomte de Rohan et de Léon, époux de Marie de Bretagne (fille du duc François Ier). Sans le traité de Guérande, sa femme aurait été duchesse à partir de 1469, à la mort de sa sœur aînée Marguerite. Ainsi le mari de celle-ci (François II) aurait-il dû quitter le pouvoir au profit de Jean II. Pour transformer cette rivalité en association, Jean II proposa de faire épouser ses fils François et Jean à Anne et sa sœur Isabeau. François II le refusa contre l'avis de son conseil et contre la logique lignagère. Plus tard, Jean II s'intitulera duc de Bretagne ;
  - Jean de Chalon, prince d'Orange, fils de Catherine de Bretagne (sœur du duc François II). Il est l'héritier le plus proche à la mort de François II avec Anne et Isabeau ;
  - François d'Avaugour, bâtard du duc François II et d’Antoinette de Maignelais. Il renonce devant les États à ses droits hypothétiques.

#### Prétendants issus de la maison de Penthièvre
(les États de Bretagne — qui n'avaient aucun droit ni pouvoir en la matière, ces prérogatives n'appartenant qu'au roi[réf. nécessaire], auquel Jean V, duc, avait rendu hommage — avaient privé les Penthièvre de leurs droits à succession ducale, après leur « forfaiture » de 1420, l'année où Henri V, roi d'Angleterre, et soutien essentiel des Montfort, conquiert Paris. Ces droits leur seront rendus en 1447, alors que le roi de France vient de reprendre Paris (1436) et la Normandie (1447) et s'approche dangereusement de la Bretagne. Restitution sous condition. Restitution contre renonciation aux droits de successions au siège ducal. Charles VII écrase les Anglais à Formigny (1450) et le duc de Bretagne écrit aux Penthièvre pour leur indiquer qu'il annule la condition-renonciation des Penthièvre à la succession ducale) :
- - Jean II de Brosse, comte de Penthièvre (fils de Nicole de Blois-Penthièvre et de Jean Ier de Brosse), mais sa mère avait par deux fois renoncé à ses droits (en 1480 lors de la vente, confirmée en 1485) ;
  - Charles VIII, dont le père Louis XI a acheté le 3 janvier 1480 les droits au duché de Nicole de Blois-Bretagne, comtesse de Penthièvre. Il est reconnu héritier de François II par cinq rebelles bretons au traité de Montargis. Mais les droits au duché se transmettent par succession naturelle et non par achat[réf. nécessaire] ; s'il s'agit d'un duché souverain (terre de franc-alleu, n'ayant d'autre suzerain que Dieu). Ce point de droit constitue le fond du litige juridique de l'époque, car selon les rois de France les ducs leur ont toujours dû l'hommage, affirmation que contestent nombre de ducs (cf. le précédent duc, Arthur III de Bretagne). Or les droits d'une terre soumise qui n'est pas de franc-alleu sont cessibles.
  - Alain d'Albret, demi-frère de Françoise de Dinan (leur grand-mère maternelle est Marguerite de Bretagne), veuf de Françoise de Blois-Penthièvre (morte en 1481), elle-même cousine de Nicole de Blois-Bretagne, du chef de laquelle il prétendit sans succès au comté de Penthièvre. Il souhaite épouser Anne, puis lui faire épouser son fils. On lui promet finalement la main d'Isabeau (sœur cadette d'Anne) pour son fils, mais la petite Isabeau meurt avant le mariage.

Certains prétendants tentent de s’assurer des soutiens : Charles VIII et Jean II clientélisent une partie de la noblesse bretonne. Divers projets matrimoniaux visent à réunir les droits de deux branches sur la même tête.
Mais pour plus de sécurité devant ces prétentions, François II fait reconnaître ses filles par les États de Bretagne comme héritières du duché, puis Anne est couronnée duchesse à Rennes en opposition avec les dispositions du traité de Guérande de 1365.

## Forces en présence

### Duché de Bretagne
À la fin du XVe siècle la population du duché compte plus d'un million d'habitants.

## Le premier conflit:1465-1468
- Ligue du Bien public (1465)
- Traité de Caen (1465)
- Traité d'Ancenis (1468)

## Le règne de Louis XI (après 1468) et les débuts du règne de Charles VIII

### Le conflit entre Louis XI et la Bourgogne (1468-1483)
Durant cette période, le souci majeur de Louis XI n'est pas le duc de Bretagne, mais le duc de Bourgogne Charles le Téméraire, maître du duché de Bourgogne, mais aussi des Pays-Bas bourguignons, et qui veut se donner la puissance voire le statut d'un véritable État.
Le duc de Bourgogne s'appuie sur tous les princes mécontents de Louis XI, mais celui-ci appuie toutes les oppositions à Charles, notamment celle des Cantons suisses confédérés et du duc de Lorraine. La mort du Téméraire devant Nancy (janvier 1477) permet à Louis XI de lancer une offensive contre l'État bourguignon, aux mains d'une duchesse de 20 ans, Marie. Malgré son mariage avec Maximilien d'Autriche, les Bourguignons sont surclassés et, après la mort de la duchesse, Maximilien, régent de Bourgogne, est contraint de signer le traité d'Arras (décembre 1482).

### La régence d'Anne de France
Mais la mort de Louis XI en août 1483 crée une situation nouvelle : son successeur, Charles VIII, est encore mineur. La régence revient à sa sœur aînée, Anne, épouse de Pierre de Beaujeu (d'où sa désignation fréquente comme « Anne de Beaujeu »). La régente subit immédiatement l'opposition du premier prince du sang, héritier présomptif de Charles VIII, Louis II d'Orléans, qui est un cousin germain de François II.

### La Guerre folle
Le conflit entre la régente et Louis II, la Guerre folle, implique largement le duché de Bretagne.

## Les attaques françaises en Bretagne de 1487 à 1491

### Campagne de 1487
Durant la guerre folle, à la fin du mois de mai 1487, les troupes françaises, près de 15 000 hommes, entrent en Bretagne. L'armée du duc de Bretagne est concentrée vers Malestroit. Elle compte 600 lances et près de 16 000 hommes à pied, dont beaucoup de paysans. Cependant, l'avancée des troupes françaises est fulgurante : Ancenis, Châteaubriant, La Guerche et Redon se rendent. Ploërmel tente de résister, mais tombe après 3 jours de canonnade et est prise le 1er juin. Par ces mauvaises nouvelles, et à cause des divergences politiques entre les nobles bretons, l'armée ducale se démembre. Il ne reste plus que 4 000 hommes, incapables de secourir Ploërmel. François II s'enfuit à Vannes, et s'en échappe pour rejoindre Nantes, avant que Vannes ne soit également prise.
À Nantes, la défense s'organise alors que le 19 juin, les troupes françaises mettent le siège sur la ville. Celui-ci s'éternise devant l'efficace défense bretonne, et la fidélité des habitants, aidés de mercenaires étrangers, recevant l'appui décisif de Cornouaillais et de Léonards qui débarquent et brisent l’encerclement. Les troupes françaises tenues en échec lèvent le siège le 6 août. Cependant, le roi de France parvient à se faire livrer Vitré le 1er septembre, et l'armée française prend Saint-Aubin-du-Cormier le 10, puis Dol-de-Bretagne. Au début de l'année 1488, la plupart des places bretonnes ont cependant été reprises par l'armée ducale. Seules Clisson, La Guerche, Dol, Saint-Aubin-du-Cormier et Vitré restent aux mains des Français.

### Campagne de 1488
Le 20 janvier 1488, les ducs d’Orléans et de Bretagne sont déclarés rebelles par le Parlement de Paris : eux et leurs complices ne sont plus considérés comme des vassaux rebelles, mais comme des sujets coupables de lèse-majesté. Au printemps, le duc d’Orléans reprend pour son allié Vannes, Auray et Ploërmel. Le vicomte de Rohan est forcé de capituler.
Le 24 avril suivant, un arrêt de confiscation est rendu contre tous les biens de Louis d’Orléans. Alain d’Albret obtient un subside de la cour d’Espagne, et rejoint la Bretagne avec 5 000 hommes. Maximilien d’Autriche a lui aussi envoyé 1 500 hommes. Pendant que La Trémoille, rassemble ses forces sur les limites du duché, Lord Scales débarque avec 700 archers anglais, tous volontaires. Mais alors que le Roi des Romains est occupé par une rébellion en Flandres, soutenue par le maréchal d’Esquerdes, les soutiens du duc de Bretagne se disputent la main d’Anne de Bretagne : Louis d’Orléans, Alain d’Albret et Maximilien d’Autriche sont tous candidats.

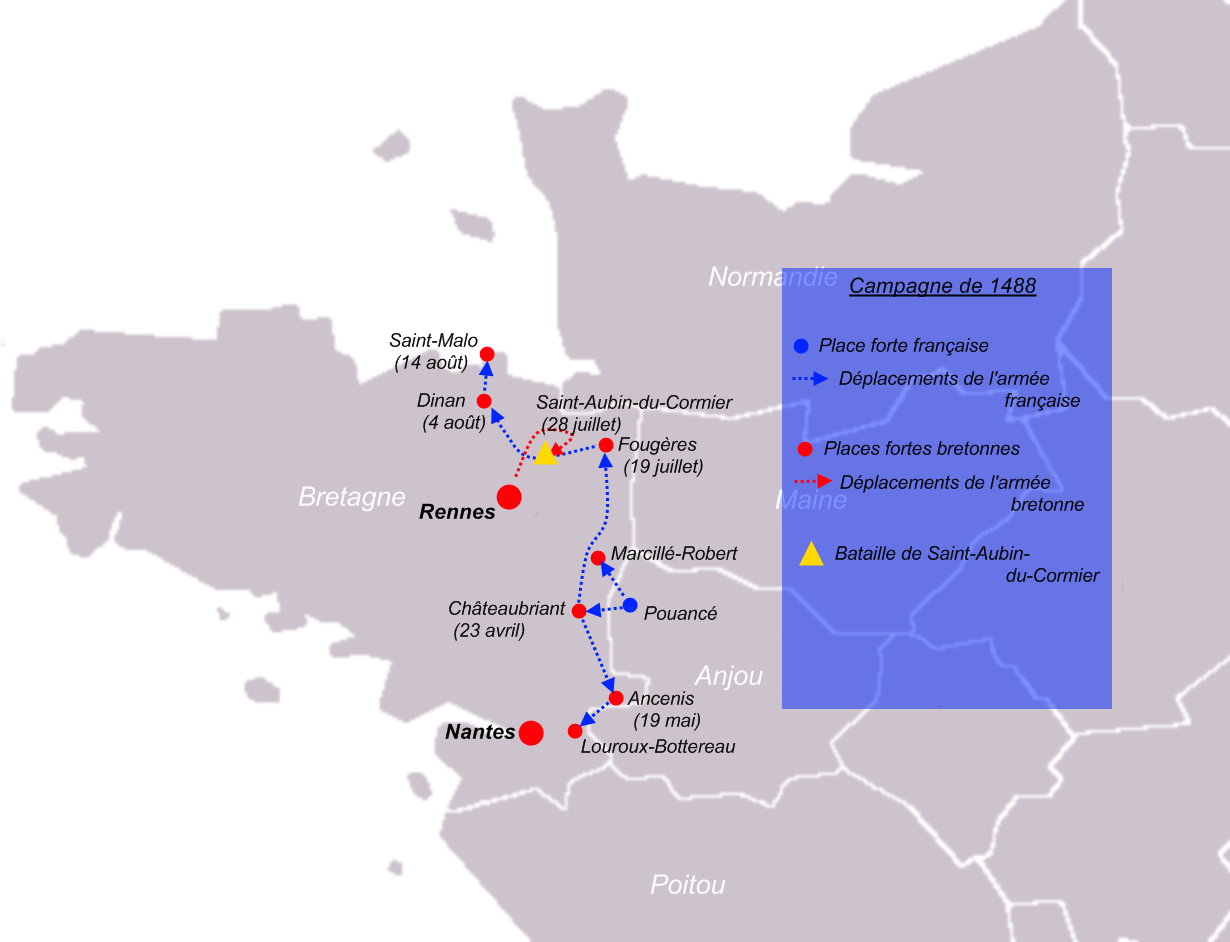
Carte de la campagne de 1488.

La guerre reprend fin mars 1488. Rassemblés à Pouancé, La Trémoille et l'armée royale, forte de 15 000 hommes, prennent facilement Marcillé-Robert le 28 mars. Le 7 avril, François II ordonne le rassemblement des troupes bretonnes à Rennes. Le 15 avril, l'armée royale met le siège à Châteaubriant, qui tombe 8 jours plus tard. La Trémoille se dirige ensuite vers Ancenis où il mit le siège dans la nuit du 12 au 13. La ville tombe le 19 mai face à l'artillerie française. Alors que les négociations commencent avec le duc de Bretagne qui cherche à obtenir une trêve, La Trémoille se porte au Loroux-Bottereau, qui tombe facilement.
Le 1er juin, une trêve est conclue le temps des pourparlers. Celle-ci se retrouve profitable aux Français, dont les troupes restent mobilisées le long de la frontière, tandis que les nobles et paysans bretons rentrent chez eux. La Trémoille anticipe la fin de la trêve, et dès le 17 juin, il met son armée en marche vers son prochain objectif, Fougères. La rupture des pourparlers le 9 juillet précipite la défaite, alors que l'armée bretonne doit se reformer, l'ost royal met le siège à Fougères aux environs du 12. La ville passe pour être une des mieux défendues, gardée par 2 à 3 000 hommes. Vers la mi-juillet, l'armée bretonne est enfin rassemblée, mais il est trop tard pour venir en aide à Fougères, qui doit capituler le 19, après une semaine de siège, sous les coups de la puissante artillerie française.
L'armée française se dirige ensuite vers Dinan, tandis que l'armée bretonne du maréchal de Rieux, qui s'était mise en marche dans l'espoir d'aider Fougères, hésite à livrer une bataille rangée. C'est finalement le cas le 28 juillet, à Saint-Aubin-du-Cormier. La bataille qui s'ensuit sonne le glas des troupes bretonnes et de leurs alliés : cinq à six mille Bretons perdent la vie, contre 1 500 Français,. À la suite de cette défaite, Dinan capitule début août, mais Rennes décide de résister. La Trémoille, voulant éviter un siège aussi long et incertain que le dernier siège de Nantes, préféra contourner Rennes, et se porter à Saint-Malo qui préféra capituler le 14 août.
Le 20 août, la paix est conclue en Anjou. Le traité du Verger fait s'engager la Bretagne sur plusieurs points, notamment la promesse du duc de ne pas marier ses filles sans le consentement du roi de France.
Le duc de Bretagne François II meurt le 9 septembre et Anne de Bretagne devient duchesse en janvier de l’année suivante. Une amnistie est alors accordée à Lescun, Dunois, et la plupart des vaincus. Louis d’Orléans est enfermé en forteresse puis gracié par Charles VIII à sa majorité, trois ans plus tard.

### Campagne de 1489
Le 10 février 1489, le traité de Redon (en) est signé entre le duché et l’Angleterre : le roi Henri VII fournit 6 000 hommes de la mi-février à la Toussaint, chaque année, à charge pour la Bretagne de solder la troupe et de l’entretenir.
Le 14 février, deux pactes, entre l’Autriche et l’Espagne, et entre l’Autriche et l’Angleterre, sont signés à Dordrecht, contre la France ; ils sont complétés le 27 mars par un traité anglo-espagnol à Medina del Campo.
Au sein du duché, différentes ambitions s’affrontent. Le maréchal de Rieux, tuteur de la duchesse, est le mieux placé pour recueillir, ou choisir celui qui recueillera l’héritage breton. Alain d’Albret, qui a de maigres droits, et qui surtout tient Nantes depuis 1489, est son allié, ainsi que sa sœur utérine Françoise de Dinan, la gouvernante d’Anne de Bretagne.
Le vicomte Jean de Rohan (qui se prétend héritier du duché du fait de son ascendance et de sa femme Marie de Bretagne) tente de conquérir une partie du duché en commençant par un assaut sur Guingamp en novembre, que le maréchal de Rieux fait échouer. Il recommence en janvier 1489 avec son frère Pierre de Quintin et des renforts français, et réussit, puis s’empare sans difficultés de Hédé, Montfort, Moncontour, Quintin, Quimper, Lannion, Tréguier, Morlaix, Concarneau, et Brest en février avec une partie de la flotte ducale. Seul Concarneau lui nécessite un siège de 15 jours. Il demande alors la main d’Anne pour son fils Jean. Mais Charles VIII, inquiet de sa progression, le désavoue et l’oblige à se soumettre.
Le chancelier Philippe de Montauban, Dunois, le prince d’Orange, Raoul de Lornay emmènent l’héritière avec eux, d’abord à Redon, puis fuient à Nantes, sans y entrer, la ville étant tenue par le maréchal de Rieux. Finalement, le parti de la duchesse se réfugie à Rennes, et malgré les demandes du roi, le 10 février, Anne est couronnée duchesse à Rennes. Cependant, le trésor est vide, les revenus du domaine en baisse : les bijoux sont vendus, la vaisselle fondue. Comme cela ne suffit pas, on procède à des emprunts forcés sur les villes (François II y avait déjà eu recours) ; la chancellerie exige des avances et des prêts (le prince d’Orange donne plus de 200 000 livres, le duc d’Orléans 45 000) ; la dévaluation, commencée en 1472, est amplifiée ; enfin, diverses communautés rachètent leurs impôts (ils versent en une fois cent fois le montant annuel, et en sont libérés par la suite).
Les Autrichiens et les Espagnols envoient des mercenaires en mars et avril (respectivement 1 500 et 2 000 hommes qui rejoignent Anne de Bretagne), ainsi que l’Angleterre (6 000 hommes envoyés à Rieux). Celui-ci s’en sert pour reprendre à Rohan les villes de Basse-Bretagne que sont Lannion, Tréguier et Morlaix de mai à octobre.
Le 3 décembre 1489, le parti souscrit à la paix de Francfort, signée entre Maximilien d’Autriche et le roi de France le 22 juillet. Celui-ci conserve Brest, plus les places qu’il avait depuis le traité du Verger : Dinan, Fougères, Saint-Aubin-du-Cormier et Saint-Malo. La Bretagne renvoie ses mercenaires. La paix dure un an, mais on s’arme des deux côtés.
Durant l’été 1490, une jacquerie éclate : les paysans de Cornouaille, menés par Jean l’Ancien, se constituent en commune, et pillent la ville de Quimper. Ils sont massacrés par les mercenaires espagnols à Pratanros.
Le 4 juillet, les États de Bretagne sont réunis à Vannes. Ils ratifient les impôts nouveaux, accordent de nouvelles taxes. Ces ressources supplémentaires permettent de payer les ralliements de :
- Jean de Rieux, fort des places reprises en Basse-Bretagne, qui est absous de sa trahison, et reçoit une prime de 100 000 écus, plus 14 000 de rente ;
- Alain d’Albret, qui obtient lui aussi 100 000 écus et la main d’Isabeau pour son fils Gabriel d'Avesnes ;
- Françoise de Dinan, sa demi-sœur.

Ces dons représentent quatre fois le budget annuel du duché, et sont versés par tranches.

### Campagne de 1491
Le 2 janvier 1491, Alain d’Albret signe le traité de Moulins avec le roi : la ville de Nantes lui est promise.
Il s’empare du château de Nantes le 19 mars. Le 4 avril, jour de Pâques, le roi de France fait son entrée dans la ville qui n’oppose aucune résistance, ayant été évacuée par le maréchal de Rieux. L’armée royale compte 50 000 hommes. La Bretagne est dès lors considérée par les Français comme conquise : des institutions royales sont créées (administration des finances, avec Jean François de Cardonne nommé général des Finances ; le prince d’Orange est nommé lieutenant-général). En juillet, le siège est mis devant Rennes, où le parti d’Anne résiste avec douze mille hommes, mais trop peu de vivres.
Le 27 octobre 1491, convoqués à Vannes par Charles VIII (celui-ci n'a guère le pouvoir de convoquer les États, n'étant pas le souverain légitime des bretons), les États de Bretagne conseillent à Anne d’épouser le roi de France. Une entrevue préliminaire à Laval pose les conditions :
- l'occupation du duché par l’armée du roi ;
- le vicomte de Rohan est nommé lieutenant général du roi pour le duché (gouverneur) ;
- la question du droit au duché est soumise à une commission paritaire de 24 membres ;
- Anne de Bretagne est autorisée à rejoindre son époux autrichien.

À l’issue du siège de Rennes, le mariage avec le roi de France est accepté le 15 novembre, par le traité de Rennes : il garantit 120 000 livres de rente à la duchesse, et 120 000 livres au trésor du duché, pour payer les mercenaires et en débarrasser le duché. Les fiançailles entre le roi de France et la duchesse de Bretagne ont lieu, selon la légende, le 23 novembre, à Rennes. Le mariage est en revanche attesté le 6 décembre au château de Langeais[réf. nécessaire].

### Règlement
Le conflit est réglé par divers traités, par lequel le roi de France obtient la renonciation à leurs droits des différents héritiers possibles, et règle divers aspects de la succession, notamment le paiement des dettes du duché.
1. Le contrat de mariage entre Charles VIII[21] et Anne de Bretagne :
les deux époux se font mutuellement don de leurs droits de succession ;
Jean de Chalons, prince d’Orange et cousin d’Anne de Bretagne, abandonne ses droits au roi de France pour 100 000 livres; il est nommé lieutenant-général du roi en Bretagne (représentant du roi pour les affaires militaires du duché).
2. La paix d'Étaples, signée le 3 novembre 1492 avec le roi d’Angleterre : les deux souverains s’accordent sur le règlement des 620 000 couronnes d’or de dettes du duché. Cet accord permet de libérer les villes données en gage.
3. Le traité de Barcelone, signé le 19 janvier 1493, permet le règlement des dettes du duché à l’égard des souverains espagnols, qui détenaient également quelques droits à l’héritage.
4. Par la suite, Louis XII et Anne de Bretagne engagent des procès aux Rohan, qui furent ainsi dépossédés de leurs droits.
5. Les privilèges et les droits des Bretons sont confirmés (par exemple : pas de nouvelle loi sans l'autorisation des États de Bretagne, nomination d'officiers civils réservée aux seuls Bretons ou avec leur autorisation, pas de service militaire hors de Bretagne, les Bretons ne pourront être jugés hors de Bretagne, impôts décidés par les États…).

### Conséquences
D’un point de vue politique, la Bretagne est dès lors unie à la France, définitivement selon les chroniqueurs du règne de Louis XII[réf. souhaitée] (seulement en 1532 selon les auteurs bretons et les auteurs modernes), puis annexée et progressivement assimilée. Elle y perd son autonomie (sous Charles VIII), avant d’en retrouver une partie en 1492 et 1499. Il s'agit, dans un premier temps, d'une union purement personnelle.
La majorité de la noblesse du duché et la bourgeoisie sont globalement satisfaits de ce mariage car la paix est revenue et la pression fiscale fortement réduite. Peu après, le complot de 1492 (qui regroupe les oubliés du règlement : officiers du duché, capitaines, bourgeois, ambitieux qui espéraient des places, menés par le vicomte de Rohan en liaison avec l’Angleterre) tourne court[réf. nécessaire].
La flotte bretonne, sur ordre d'Anne de Bretagne, combattra du côté de la flotte française, comme le montre l’épisode de La Cordelière en 1513.

## Sources

### Archéologie
« La dernière bataille d’Anne de Bretagne : étude isotopique des combattants de 1491 ».